# Перуштица (община)
Перуштица (болг. Перущица) — община в Болгарии. Входит в состав Пловдивской области. Население составляет 5344 человека.

## Состав общины
В составе общины — один населённый пункт:
1. Перуштица